# Munteni, Iași
Munteni este un sat în comuna Belcești din județul Iași, Moldova, România.
Conform recensământului din 2002, populația era de 1194 locuitori, pentru ca în 2011 să fie de 1055 locuitori.
Munteni situat la 5 km de centrul comunei pe valea pârâului Bruma. După războiul de independență(1877-1878) 273 familii din jud. Neamț comunele Galu, Pipirig, Farcașa, Călugăreni au primit pământ pe aceste meleaguri. Ei s-au stabilit aici după 1884-1885.
În Munteni temelia bisericii a fost pusă în anul 1933 prin contribuția lui Victor Iamandi ce a copilărit în acest sat după ce tatăl său s-a mutat de la Hodora la Munteni. Precizăm că este vorba de o biserică Nouă. Până atunci muntenii au avut (și au) biserica Veche, ridicată din lemn pe temelie de piatră în anul 1906 de meșterul Cionea. Atunci Mitropolia a repartizat ca paroh în Munteni pe preotul Anton Corbu. (Până atunci, oficiile se realizau de preoți din  Belcești).
Către finele anilor 1920 și primii din 1930, preotul Constantin Perușcă și Consiliul parohial au inițiat construirea noii biserici despre care se face referire în textul de pe internet.
În prezent (2011) prima biserică din lemn din Munteni este consolidată, corespunzător unei dăinuiri îndelungate și Consiliul parohial cu osteneala preotului paroh Dan Codăescu execută lucrări pregătitoare pentru a o picta în interior.
Printre personalitățile locului:
Victor Iamandi (1891-1940) s-a născut în satul Hodora, comuna Cotnari la 15 februarie 1891. 
Este fiul lui Ion Iamandi (1868-1936), căsătorit cu Lucreția.
În anul 1895 Ion Iamandi se stabilește în satul Munteni devenind primul învățător al acestui sat prin înființarea școlii în anul 1903.
Victor Iamandi copilărește în satul Munteni își face studiile la Iași.
Este între anii 1916-1922 profesor de istorie la liceul Național din Iași apoi deputat de Iași din partea partidului liberal.
După 1933 îndeplinește diferite funcții politice cele mai importante fiind cele de ministru al justiției, ministru al cultelor și artelor, ministru al educației naționale.
În perioada când a fost ministru al cultelor a contribuit la ridicarea bisericilor din comuna Belcești (Satu Nou și Munteni).
În semn de recunoștință școala din Munteni-Belcești îi poartă numele.
Monica Bârlădeanu, vedetă TV și actriță - are origini (mama) în satul Munteni - Belceștisa

## Legături externe
Materiale media legate de Munteni la Wikimedia Commons.